# Нели Закс
Нели Закс (на немски: Nelly Sachs), всъщност Леони Закс, е германска поетеса, автор на театрални пиеси и преводачка.

## Живот
Нели Закс е родена в Берлин в семейството на изобретател и фабрикант.
Нели Закс израства в култивирана еврейска среда, отрано музицира, пише стихове и желае да стане балерина. Толкова е впечатлена от дебютния роман на Селма Лагерльоф „Сага за Йоста Берлинг“ (1891), че започва да си кореспондира с шведската писателка и това общуване ще продължи повече от тридесет и пет години.
Нели Закс живее в усамотение и не участва в обществения живот. В 1921 г. с помощта на писателя Стефан Цвайг издава първата си стихосбирка „Легенди и разкази“, създадена в стила на неоромантизма и възпяваща природата и музиката. Поетесата се вдълбочава в трудовете на Мартин Бубер и усвоява неговите хасидистки възгледи.

## Националсоциализъм
След 1933 г. Нели Закс прекарва „седем години под ужаса на Хитлер“, а творбите ѝ са официално забранени. Едва в 1940 г. успява чрез името на току-що починалата нобелистка Селма Лагерльоф да получи виза за Швеция и в последния момент преди изпращането ѝ в концлагер се преселва заедно с майка си в Стокхолм (цялото останало семейство загива в лагерните пещи).

## Емиграция
В емиграция поетесата изкарва прехраната за себе си и майка си като перачка, научава шведски и започва да превежда модерна шведска лирика на немски. През 1953 г. получава шведско гражданство. Нели Закс записва и по-късно публикува стиховете, които е носила в съзнанието си през дните на страдания в родината си. Задълго остава непризната в западната немскоезикова общност и е издавана със съдействието на поета Йоханес Р. Бехер само в Източна Германия – там излиза стихосбирката ѝ „В обиталищата на смъртта“  (1946), както и отделни стихове в списание „Зин унд форм“. Едва след време в Амстердам излиза стихосбирката ѝ „Звездно затъмнение“ (1949).

## Литературни успехи
През 50-те години Нели Закс започва кореспонденция с поета Паул Целан, когото посещава в Париж през 1960 г. Постепенно тя си пробива път и в литературния живот на ФРГ и бива „открита“ от младото поколение немски поети. Нейните стихосбирки „И никой не знае какво по-нататък“ (1957) и „Бягство и преображение“ (1959) излизат в Хамбург, Мюнхен и Щутгарт. Следват „Пътуване в безпрашието“ (1961), „Все тъй смъртта празнува живота“ (1961), „Пейзаж от викове“ (1966) и издадената посмъртно „Разцепи се, нощ“ (1971).

## Озарения
Жалби и надежди за просветление озаряват книгите на Нели Закс. Пророческата ѝ поезия се корени в библейските псалми, староеврейските традиции и идеите на хасидизма. Творбите ѝ са изпълнени с болката и религиозната мистика на еврейския народ, като проникват в дълбокия смисъл на това мъченичество. „Небето те руши, ти вкусваш милостта“, се казва в едно нейно стихотворение.

## Признание
Нели Закс е удостоена с редица литературни отличия, между които наградата „Дросте“ на град Меерсбург (1960) и учредената на нейно име в град Дортмунд международна награда „Нели Закс“ (1961), а в 1966 г., на седемдесет и петия си рожден ден, получава – заедно с Шмуел Йосеф Агнон – от ръцете на шведския крал Нобеловата награда за литература: „за изключителните ѝ поетически и драматически произведения, които със завладяваща мощ тълкуват съдбата на еврейския народ“. Парите от наградата поетесата дарява на нуждаещи се. Нели Закс не се завръща в Германия и умира в Стокхолм, достигнала световно признание.